# 周水子駅
周水子駅（しゅうすいし-えき）は、中華人民共和国遼寧省大連市甘井子区に位置する駅。1907年開業、瀋陽鉄路局大連鉄道分局の管轄する2等駅で瀋大線および旅順支線の駅である。当駅に停車する列車は、旅順支線又は金荘線に乗り入れる普通列車のみで、一日上下各2本に過ぎなった。
2011年5月30日より、当駅始発で東北特鋼集団の新工場が金荘線登沙河駅に隣接しているので、工場直行列車「東北特鋼号」1日2往復の運行を始めた。15両編成、定員は1640人、所要時間65分。
2014年12月9日に旅客列車の停車がなくなった。
大連市の都市高速鉄道計画線である大連地下鉄4号線の駅を設置することが計画されている。

## 利用可能な鉄道路線
- 中華人民共和国鉄道部（中国国鉄）
  - 瀋大線
  - 旅順支線

## 駅周辺
駅周辺は主に住宅街である。
当駅の約2km西方に大連周水子国際空港が位置している。当駅からは路線バス（公交バス9路など）にてアクセスは可能なものの、空港バス停からターミナルビルまでは500mほど離れているので注意が必要である。

## 歴史
- 1907年 開業。

開業当初の駅名は「臭水子」であったが、字面がよろしくないという理由から「周水子」に改名された。
- 1908年5月27日 軌道が1067mmの狭軌から1435mmの標準軌に改軌される。この改軌に際し、日本に送還することになった狭軌車両の「送別会」が当駅でおこなわれた。

## 隣の駅
中国国鉄
瀋大線
南関嶺駅 - 周水子駅 - 沙河口駅
旅順支線
周水子駅 - 大連西駅